# Apollon F1
Apollon var ett schweiziskt formel 1-stall som deltog med en bil i ett lopp 1977.
Bilen, som var en Williams FW03 som man döpt om till Apollon FW03, kördes av schweizaren Loris Kessel. Bilen, som var av 1975 års modell, var hopplöst långsam och Kessel kraschade dessutom under kvalificeringen till Italiens Grand Prix 1977. Det blev ingen start i det loppet och aldrig heller senare.